# 大家樂 (賭博)
大家樂是1980年代盛行於臺灣的一種非法賭博方式。

## 玩法
大家樂投注的方法，類似歐美式的樂透、香港的六合彩、新加坡的TOTO。民眾至各地非法簽賭站投注，在00和99中間，視不同玩法，一注可選取5~10個不同的2位數字，投注若干金額，與開獎之號碼相符越多者彩金越高。
開獎的號碼，初依附於臺灣省政府委託臺灣銀行發行之愛國獎券，愛國獎券停止發行後改依六合彩搖獎號碼。

## 盛行狀況
大家樂在臺灣最風行之時，為1980年代中期。當時無論士農工商、販夫走卒，甚至企業家、政治人物、公務人員皆投入簽賭。由於當時臺灣經濟蓬勃發展，民間游資泛濫，而正式投資股票、證券、期貨、基金之管道又尚未開放或普遍，一般民眾為求致富，便大力投入各種地下經濟之中。
民眾篤信大家樂中獎號碼會出現於各種超自然現象中，稱為「明牌」。一時間，「求明牌」之風吹遍全臺灣。民眾紛紛湧入大小廟宇、道觀、陰廟、墳墓，向神佛、鬼魂求明牌，甚至膜拜各種物體如樹木、石頭等，希望這些物體上的精怪可以有指示。

## 對臺灣社會造成的影響
- 賭博風氣橫行造成許多人傾家蕩產，最後鋌而走險犯罪。

- 台灣的報紙受此影響，至今在部分報紙頭版（或台灣彩券開獎頁面）也有一欄「香港六合彩開獎號碼」。

- 賭輸的賭徒會將神像丟棄，遂產生大量的廢棄神像，因此在福德坑垃圾衛生掩埋場建立了西寒寺來收容廢棄神像[1]。

## 後續之演變
1987年12月27日，臺灣省政府停辦愛國獎券，使大家樂標的漸漸演變為六合彩搖獎號碼。而各個原愛國獎券投注站後續有演變為簽賭職業運動之非法投注站，後來甚至造成中華職棒打假球事件。2002年，中華民國公益彩券上市，簽賭職業運動的風氣仍未消弭。

## 大眾文化

### 電影
1980年代，臺灣出現許多電影，描述大家樂氾濫之各種社會亂象。
- 《他摃龜我發財》（1984年）
- 《瘋狂大家樂》（1986年）
- 《天下一大樂》（1988年）
- 《0099大發財》（1989年）

### 歌曲
- 蔡秋鳳原唱《什麼樂》（1987年，蔡振南作詞作曲；《天下一大樂》主題曲）
- 1989年4月，滾石唱片發行陳昇唱片專輯《放肆的情人》，收錄陳昇作詞作曲的歌〈嗚哩哇啦〉諷刺大家樂：「沒錢人的爸爸下班不肯回家，他說太太不在家、她迷上大家樂。……沒錢人的小孩放學不想回家，他說媽媽的遊戲搞得大家都不樂。」

## 附註
1. ↑  黃士榮. . 《民生報》. 1996-08-31 （中文（臺灣））.

## 外部連結
- 《台灣大搜索》大雅滅門血案  （页面存档备份，存于）